# Lucio Fabio Justo
Lucio Fabio Justo (en latín: Lucius Fabius Justus) fue un senador romano que vivió a finales del siglo I y principios del siglo II y desarrolló su cursus honorum bajo los reinados de Domiciano, Nerva, Trajano, y Adriano. 

## Cónsul
Fue cónsul sufecto en el año 102 junto con Lucio Julio Urso Serviano. Justo es conocido como corresponsal de Plinio el Joven, y es el destinatario de los Diálogo de los oradores de Tácito. Ronald Syme cuestionó en un ensayo de 1957 la razón por la que Tácito dirigía su obra a Justo en lugar de, por ejemplo, a Plinio el Joven. La respuesta de Syme fue que Justo, en el momento de la dedicatoria, era un joven adulto que se había vuelto escéptico con el oficio de la retórica. Además, Syme presenta a Justo como un viri militares (a diferencia de Plinio), y como "una persona ilustrada y cultivada [que] había abandonado la elocuencia por la carrera de las provincias y los ejércitos", a pesar de las escasas pruebas del papel de Justo en el gobierno de las provincias o el mando de los ejércitos.

## Orígenes familiares
No hay información exacta sobre los orígenes de Justo. Syme y Werner Eck creen que procedía de una familia senatorial de la Galia Narbonensis. Sin embargo, otros autores citan datos epigráficos de que Justo provenía de Hispania, señalando que hay más inscripciones que mencionan a una persona de la gens Fabia en esas provincias: mientras que en la Galia Narbonensis sólo hay 50 inscripciones de este tipo, en las provincias de Hispania hay más de 300 inscripciones.
El historiador A. Kaballos señala que varios senadores que llevaban el gentilicio "Fabius", eran originarios de Hispania. En cuanto a la provincia de la que procedía Justo, se ha encontrado una inscripción en Lusitania que menciona a un Fabio Justo de la tribu Galeria. Según la investigadora Francoise de Bosque-Plateau, este Justo procedía de la ciudad hispana de Ulia (actual Montemayor, Córdoba).

## Vida y carrera política
De la correspondencia que Plinio publicada, menciona a Justo en una carta y le escribe otras dos. En una carta a Voconio Romano, en la que Plinio se regodea del malestar que el delator o informante Marco Aquilio Régulo sintió tras la muerte de Domiciano en el año 96, Plinio menciona que Justo fue una de las personas a las que Régulo se dirigió para que intervinieran en su favor ante Plinio, con la esperanza de evitar el procesamiento del mismo contra este antiguo informante. De las dos cartas que escribió a Justo, la primera era un reproche desenfadado por no haberle escrito, mientras que la segunda aparentemente fue escrita después de que Justo respondiera a la primera carta de Plinio, aceptando la explicación de Justo de que durante ese verano estaba demasiado ocupado y esperaba los meses de invierno en los que tendría más tiempo para escribirle, al tiempo que Plinio prometía enviar algunos de sus propios escritos que Justo aparentemente había pedido. Syme escribe que no detecta en las dos cartas dirigidas a Justo "una amistad común" como la que Plinio tenía con Tácito, otro de sus corresponsales: "Estaba más cerca de Tácito que de Justo. Plinio favoreció a Tácito con una larga epístola defendiendo las largas oraciones (I.20). Fabio tuvo la dedicatoria de los Diálogos porque declaraba que la elocuencia ya no era necesaria".
Probablemente era un homo novus que ingreso al senado durante el reinado de Domiciano, fue pretor durante el reinado de Nerva, y legado de una legión desconocida en el año 97. Fue nombrado cónsul sufecto en el año 102, ya bajo Trajano. En vísperas de la segunda Guerra Dacia de Trajano, Justo fue nombrado gobernador de Moesia Inferior en el año 105, en sustitución de Aulo Cecilio Faustino; ocupó este cargo tras la conclusión de la guerra, hasta el año 108. Syme fecha las dos cartas que Plinio le escribió durante su administración de Moesia Inferior, explicando así por qué Justo había estado demasiado ocupado para escribir. Una vez finalizado su mandato en Moesia Inferior, Justo fue asignado ese mismo año a Siria, que gobernó durante cuatro años, hasta el 112. Syme especula que pudo haber muerto en Siria, por lo que no se sabe nada más de su carrera.